# شب من نزد مود
شب من نزد مود (فرانسوی: Ma nuit chez Maud‎) یک فیلم درام فرانسوی به کارگردانی اریک رومر محصول سال ۱۹۶۹ است که چهارمین فیلم از سری شش حکایت اخلاقی به شمار می‌رود. از بازیگران آن می‌توان به ژان-لویی ترنتینیان، فرانسواز فابیان، ماری-کریستین بارو، و لئونید کوگان اشاره کرد.